# Laguna Acopoloncillo
A Laguna Acopoloncillo é um lago localizado na Guatemala. Localiza-se no departamento de Retalhuleu, município de Champerico.